# André (patronyme)
Pour les articles homonymes, voir André.
Cette page présente le nom de famille André ainsi que ses variantes.
André ou Andre est un patronyme français, espagnol et portugais.

## Origine
Le patronyme André vient du prénom André. Il est notamment l'un des douze apôtres. Ce nom est d'origine grecque (Andros = homme), latinisé en Andreas, et signifie viril.

## Variantes
Il existe de très nombreuses variantes du patronyme André : 
- Andral,
- Andreas,
- Andreau,
- Andréau,
- Andrevon,
- Andrey,
- Andrez,
- Andrieux,
- Andrillon,
- Andrin,
- Andron,
- Andrivet,
- Dreux,
- Drevet,
- Drieu,
- Drieux,
- Drivet.

## Popularité
André est très répandu en France, il s'agit du 30e patronyme le plus porté.

## Personne désignée par ce nom
- André (?-~1470), facteur d'orgue autrichien

## Personnalités portant le patronyme André ou Andre
familles
- la famille André, famille nîmoise protestante (xvie siècle - xixe siècle), qui bâtit sa fortune dans le commerce de la soie ;
- la famille André, famille d'architectes de Nancy ;
  - Charles André (1841-1921) ;
  - Émile André (1871-1933) ;
  - Jacques et Michel André  Jacques (1904-1985) Michel (1905-1975) ;
  - Jean-Luc André (né en 1939) fils de Michel ;
  - Éric André (né en 1963) ;

personnalités
- Alexis André  ;
- Alix André (1909-2000), romancière française ;
- André André (1989-), footballeur portugais ;
- Angélica André (1994-), nageuse portugaise ;
- Anne André-Léonard (1948-), femme politique belge ;
- António André (1957-), footballeur portugais ;
- Béatrice André-Salvini (1949-2020), archéologue et conservatrice française ;
- Benjamin André (1990-), footballeur français ;
- Bert André (1941-2008), acteur néerlandais ;
- Carl André (1935-2024), sculpteur français ;
- Charles André  ;
- Christian André (1950-), footballeur français ;
- Christophe André (1956-), psychothérapeute français ;
- Claude André (1743-1818), homme d'église français ;
- Claude François André dit André d'Arbelles (1770-1825), journaliste et haut fonctionnaire français ;
- Daniel André (1958-), coureur cycliste français ;
- David André (1969 ?-) , réalisateur et producteur français ;
- Delphine André (1966-), entrepreneure française ;
- Désiré André (1840-1918), mathématicien français ;
- Dietrich Andre (1680-vers 1734), peintre suédois ;
- Edmond André (1844-1877), peintre français ;
- Édouard André  ;
- Émile André (1871-1933), architecte et artisan français ;
- Emmanuel André (1982-), chercheur et médecin belge ;
- Éric André (1955-2005), homme politique belge bruxellois, membre du MR ;
- Eric André (1983-), acteur et humoriste américain ;
- Ernest André  ;
- Eugène André, dit André-Pasquet (1821-1883), avocat et journaliste français ;
- Fabrizio De André (1940-1999), auteur-compositeur-interprète italien ;
- Félix André (1987-), entraîneur français de volley-ball ;
- Floriane André (2000-), handballeuse française ;
- Francis André  ;
- François André  ;
- François Jules Alexandre André (1869-1945), homme politique wallon ;
- François-Adrien-Marie André de Boisandré (1859-1910), journaliste français ;
- François André-Bonte (1735-1812), homme politique français ;
- Franz André (1893-1975), violoniste et chef d'orchestre belge ;
- Gaspard André (1840-1896), architecte français ;
- Georges André  ;
- Georges Henri Marie Nicolas André (1865-1915), officier de marine français ;
- Gilbert André (1927-2018), personnalité ayant conduit à la création du parc national de la Vanoise ;
- Guy André  ;
- Jacqueline André (1946-), athlète française ;
- Jacques André  ;
- Jean André  ;
- Jean François André (1767-1848), homme politique français ;
- Jean-François André (1961-2003), biker français, président du moto-club MC Drôme, victime d'un assassinat ;
- Jean-Marie André  ;
- Jean-Pierre André  ;
- Johann André (1741–1799), éditeur de musique et compositeur allemand ;
- Johann Anton André (1775-1842), éditeur de musique et compositeur allemand, fils du précédent ;
- Joseph André (1885-1969), architecte belge ;
- Joseph André (1908-1973), prêtre belge, Juste parmi les nations ;
- Jules André  ;
- Lona Andre (1915-1992), actrice américaine ;
- Louis André  ;
- Louis-Jules André (1819-1890), architecte français ;
- Manon André (1986-), joueuse française de rugby à XV ;
- Marcel André (1885-1974), acteur français ;
- Marie François Joseph Jules André (1809-1892), homme politique français ;
- Marie-Françoise André (1953-), géographe française ;
- Marie-Hélène André (1935-), nageuse française ;
- Marius André  ;
- Mathieu André  ;
- Matilde André (1986), joueuse angolaise de handball ;
- Maurice André (1921-2016), joueur de rugby à XV et de rugby à XIII ;
- Maurice André (1933-2012), trompettiste français ;
- Max André  ;
- Michel André  ;
- Michèle André  ;
- Nathalie André (1962-), productrice de télévision française ;
- Paul André  ;
- Paulo André (1983), footballeur italo-brésilien ;
- Patrick André, (1959-), coureur cycliste français ;
- Pierre André  ;
- Pierre-François-Paul André (1860-1930), architecte français ;
- Pierre-Nicolas André-Murville dit André de Murville (1754-1815), poète et dramaturge français ;
- Pierre-Yves André (1974), footballeur français ;
- René André (1942), homme politique français ;
- Roger André (1914-1999), résistant français ;
- Rogi André (1900-1970), photographe portraitiste et peintre française ;
- Serge André  ;
- Soraia André (1964-), judokate brésilienne ;
- Suzanne André (1909-?), peintre, illustratrice, dessinatrice de bande dessinée, belge ;
- Valérie André (1922-2025), médecin général inspecteur française ;
- Vincent André, (1887-1958), ingénieur aéronautique, et dirigeant d'entreprise français ;
- Yves André (1959-), mathématicien français ;
- Yves-Marie André (1675-1764), jésuite français et philosophe cartésien.

personnalités au patronyme semblable
- voir D'André